# José María Requena

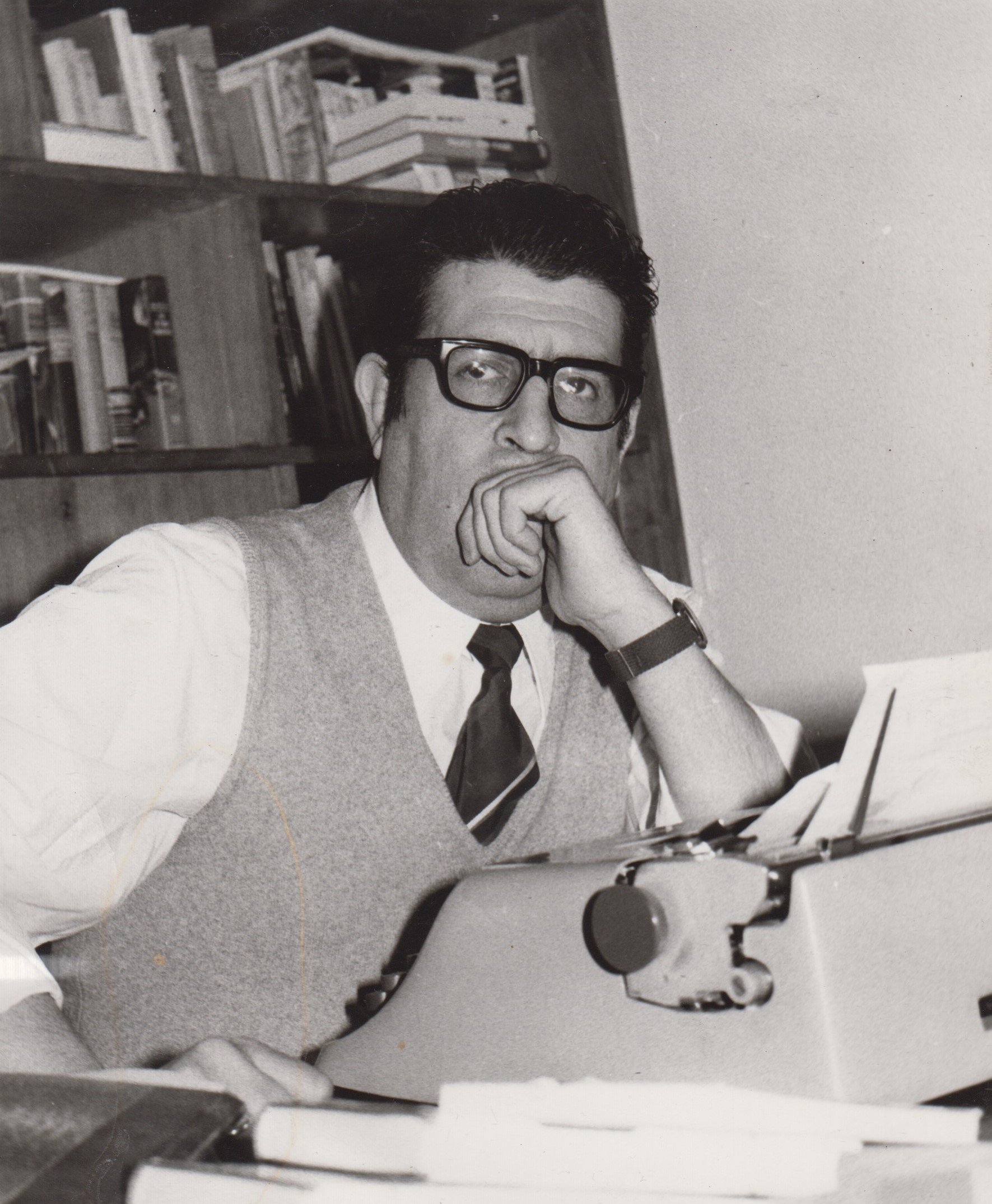
José María Requena

José María Requena Barrera (Carmona, provincia de Sevilla, 18 de abril de 1925-Sevilla, 13 de julio de 1998) fue un novelista, poeta, ensayista y periodista español. 

## Biografía
Licenciado en Derecho por la Universidad de Sevilla y en Periodismo por la Escuela Oficial de Periodismo de Madrid. Fue fundador, junto a un grupo de jóvenes poetas sevillanos, de la revista Guadalquivir, primera tras la posguerra civil española. En 1955, con La sangre por las cosas, logra ser finalista del Premio Adonáis de poesía y dicha obra se publica en la prestigiosa colección Agora. Su primer destino periodístico fue en La Gaceta del Norte, de Bilbao, que le retuvo en tierras vascas hasta 1964, año en que regresa a Sevilla, primero como subdirector de El Correo de Andalucía y entre 1975 y 1978 como director, en plena transición política española. A partir de 1978, apartado del periodismo activo, se dedica de lleno a la producción literaria.
Antes, en 1972, había obtenido el Premio Nadal de novela con su primera obra, El cuajarón. A este premio se suman otros, como el Premio Aljarafe de Cuentos por su obra La cuesta y otros cuentos, en 1979. En 1981 obtiene el Premio Villa de Bilbao con su novela Pesebres de caoba, y en 1983 el Premio Luis Berenguer de novela con Las naranjas de la capital son agrias. En 1985, consigue el Premio Ciudad de Granada, con su novela Agua del sur. En 1992 obtiene el Premio Ciudad de Sevilla de Periodismo.
Falleció en esa ciudad el 13 de julio de 1998 a los 73 años de edad.